# Тучна (Словенія)
Тучна (словен. Tučna) — поселення в общині Камник, Осреднєсловенський регіон, Словенія. Висота над рівнем моря: 525,5 м.